# Melanochyla fasciculiflora
Espèce
Statut de conservation UICN

 VU D2 : Vulnérable
Melanochyla fasciculiflora est une espèce de plantes du genre Melanochyla de la famille des Anacardiaceae.